# MIXTAPE
『MIXTAPE』（ミックステープ）は、SuG2枚目のベスト・アルバム。 2017年3月8日にポニーキャニオンから発売された。

## 解説
2017年でデビュー10周年を迎えたSuGの「10th Anniversary Project」の1つとして、『ARCHIVES -SuG 10th Anniversary Collection-』と同時発売されたベスト。
10年間でリリースされた楽曲の中からSuGを象徴する楽曲18曲を曲順も含めメンバー自らでセレクトしている。
ジャケットはMIXTAPEというモチーフにちなみカセットテープを用いたデザインになっている。
CD＋2DVDのLIMITED EDITION、CDのみのSTANDARD EDITION　2タイプでのリリース。

## 収録曲

### LIMITED EDITION
CD
1. gr8 story
  - メジャー1stシングル
2. R.P.G.〜Rockin' Playing Game
  - メジャー3rdシングル
3. 不完全Beautyfool Days
  - メジャー7thシングル
4. MISSING
  - メジャー9thシングル
5. KILL KILL
  - 「SHUDDUP」収録曲
6. swee†oxic
  - メジャー8thシングル
7. Vi-Vi-Vi -Rebirth Ver.-
  - Vi-Vi-Vi としてはインディーズ2ndアルバム「nOiZ stAr」収録曲
  - Rebirth Versionとしては「不完全Beautyfool Days」初回限定盤C　収録曲
8. 桜雨
  - 「VIRGIN」収録曲
9. 無条件幸福論 -Rebirth ver.-
  - 無条件幸福論としてはDVDシングル
  - Rebirth Versionとしては「teenAge dream/Luv it!!」初回限定盤　収録曲
10. teenAge dream
  - メジャー12thシングル
11. ☆ギミギミ☆
  - メジャー5thシングル
12. SICK'S
  - メジャー13thシングル
13. mad$hip
  - 「Thrill Ride Pirates」収録曲
14. Howling Magic
  - 「Lollipop Kingdom」収録曲
15. LOVE SCREAM PARTY -Rebirth ver.-
  - LOVE SCREAM PARTYとしてはインディーズ1stミニアルバム「I SCREAM PARTY」収録曲
  - Rebirth Versionとしては「swee†oxic」通常盤　収録曲
16. 小悪魔Sparkling
  - メジャー2ndシングル
17. CRY OUT
  - メジャー11thシングル
18. Smells Like Virgin Spirit
  - 「VIRGIN」収録曲

DVD DISC1
- MV COLLECTION Part 1

1. gr8 story
2. dot. 0
3. 小悪魔Sparkling
4. Five Starz ～五枚目俳優～
5. R.P.G.〜Rockin' Playing Game
6. 無条件幸福論
7. Crazy Bunny Coaster
8. NO OUT NO LIFE
9. mad$hip
10. ☆ギミギミ☆
11. Toy Soldier
12. 不完全Beautyfool Days
13. Pastel Horror Yum Yum Show
14. Howling Magic
15. swee†oxic
16. fat inside horror

DVD DISC2
- MV COLLECTION Part 2

1. MISSING
2. Rolling!!
3. B.A.B.Y.
4. CRY OUT
5. teenAge dream
6. 上海ハニー
7. SICK'S
8. 桜雨
9. Smells Like Virgin Spirit
10. KILL KILL

### STANDARD EDITION
- CDのみ

## 品番
- LIMITED EDITION：PCCA-04513
- STANDARD EDITION：PCCA-04514